# Weiße Spitze
Weiße Spitze är en bergstopp i Österrike. Den ligger i distriktet Lienz och förbundslandet Tyrolen, i den centrala delen av landet. Toppen på Weiße Spitze är 2 962 meter över havet.
Weiße Spitze är den högsta toppen i bergskedjan Deferegger Alpen.
Trakten runt Weiße Spitze består i huvudsak av kala bergstoppar.